# Clorofònia de coroneta blava
La clorofònia de coroneta blava (Chlorophonia occipitalis) és una espècie petita ocell americana de la família dels fringíl·lids que es distribueix en boscos des de Mèxic fins a Nicaragua. Va ser descrit com a Euphonia occipitalis pel paleontòleg i ornitòleg belga Bernard du Bus de Gisignies el 1947.
Els adults atenyen entre onze i catorze cm. No hi ha gaire dimorfisme sexual. Són de color verd, amb la corona blava turquesa i una línia a cada costat del coll del mateix color. El mascle té el pit, el ventre i les plomes de les potes de color groc, mentre que la femella les té més aviat verd groguen.. El bec, els ulls i les potes són negres.
És una espècie molt freqüent que s'adapta a diversos hàbitats. En certes regions es la població tendeix a baixar, però roman lluny del llindar crític. A la Llista Vermella de la UICN és catalogat en la categoria risc mínim.